# SAT Mare de Déu del Camp
|  | No s'ha de confondre amb un altre edifici de Garriguella també inclòs en el Patrimoni Arquitectònic, l'església de la Mare de Déu del Camp. |

El SAT Mare de Déu del Camp és un edifici del municipi de Garriguella (Alt Empordà) que forma part de l'Inventari del Patrimoni Arquitectònic de Catalunya. Està situat al bell mig del nucli urbà de la població de Garriguella, formant cantonada amb la plaça de Noves i els carrers Mare de Déu del Camp i Bonavia.

## Descripció
És un edifici cantoner de planta rectangular, amb la coberta de tres vessants de teula i distribuït en planta baixa i dos pisos. La majoria d'obertures són rectangulars, tot i que destaquen dos portals d'arc rebaixat a la planta baixa i quatre finestrals rebaixats al segon pis, formant cantonada. De la façana principal destaca el portal d'accés, emmarcat amb carreus de pedra i la llinda gravada amb l'any 1766. Del pis destaca el balcó central, amb emmarcament de pedra i llinda també gravada: "DAMIA 1767 COMPTA". Les façanes lateral i posterior no presenten cap element destacable. L'edifici està coronat per un voladís de revoltons suportats per barbacanes de fusta, que envolta tot el perímetre. La resta de la construcció està arrebossada i pintada.

## Història
El SAT (Societat Agrària de Transformació) va ser fundada l'any 1984 amb aquesta fórmula associativa, si bé com a agrupació de productors ja feia anys que funcionava entorn del celler particular de la família Anticó. L'edifici, en canvi, és més antic, com ho testimonia la data de 1766 i 1767 documentades a les llindes.